# Loisey
Loisey ist eine französische Gemeinde mit 278 Einwohnern (Stand 1. Januar 2022) im Département Meuse in der Region Grand Est (bis 2015 Lothringen); sie gehört zum Arrondissement Bar-le-Duc und zum Gemeindeverband Bar-le-Duc Sud Meuse.

## Geografie
Loisey liegt rund neun Kilometer östlich der Kleinstadt Bar-le-Duc im Süden des Départements Meuse am Ruisseau de Culey. Weite Teile des Gemeindegebiets sind bewaldet.   
Nachbargemeinden sind Érize-Saint-Dizier und Géry im Norden, Lavallée im Nordosten, Salmagne im Osten sowie Culey im Süden und Westen.

## Geschichte
Wie alle Gemeinden der Gegend litt die Gemeinde im Mittelalter unter Konflikten. Die schlimmsten Verwüstungen richteten der Hundertjährige Krieg und der Dreißigjährige Krieg an. Der Name der heutigen Gemeinde wurde bereits im Jahr 825 unter dem lateinischen Namen Lauziacus erstmals in einem Dokument erwähnt. Im Mittelalter gehörte die Gemeinde zur Barrois mouvant und war Teil der Champagne. Sie unterstand der Kastlanei Pierrefitte in der Bailliage Bar. Loisey gehörte von 1793 bis 1801 zum District Bar-sur-Ornain (heute Bar-le-Duc). Von 1793 bis 1801 war sie Hauptort eines Kantons. Von 1801 bis 2015 war Loisey Teil des Kantons Ligny-en-Barrois. Die Gemeinde ist seit 1801 dem Arrondissement Bar-sur-Ornain (heute Bar-le-Duc) zugeteilt. Von 1973 bis zum 1. Juli 2014 war sie mit der Nachbargemeinde Culey zur Gemeinde Loisey-Culey vereint.

## Bevölkerungsentwicklung
Trotz seiner Nähe zur Kleinstadt Bar-le-Duc war die Landflucht gleich ausgeprägt wie in vielen kleinen Gemeinden Frankreichs. Die Einwohnerschaft schrumpfte vom Höchststand 1841 bis 1990 um 69,4 Prozent.
| Jahr      | 1962 | 1968 | 1975 | 1982 | 1990 | 1999 | 2006 | 2011 | 2019 |
| Einwohner | 370  | 400  | 296  | 271  | 261  | 305  | 301  | 304  | 295  |

Quellen: Cassini, INSEE; Angaben für 1975 bis 2011:

## Sehenswürdigkeiten
- Kirche Saint-Remi
- Denkmal für die Gefallenen auf dem Friedhof[4]
- Denkmal für die Gefallenen vor der Post[5]
- fünf Wegkreuze an den Ausfallstraßen rund ums Dorf
- Brunnen mit Löwenskulptur

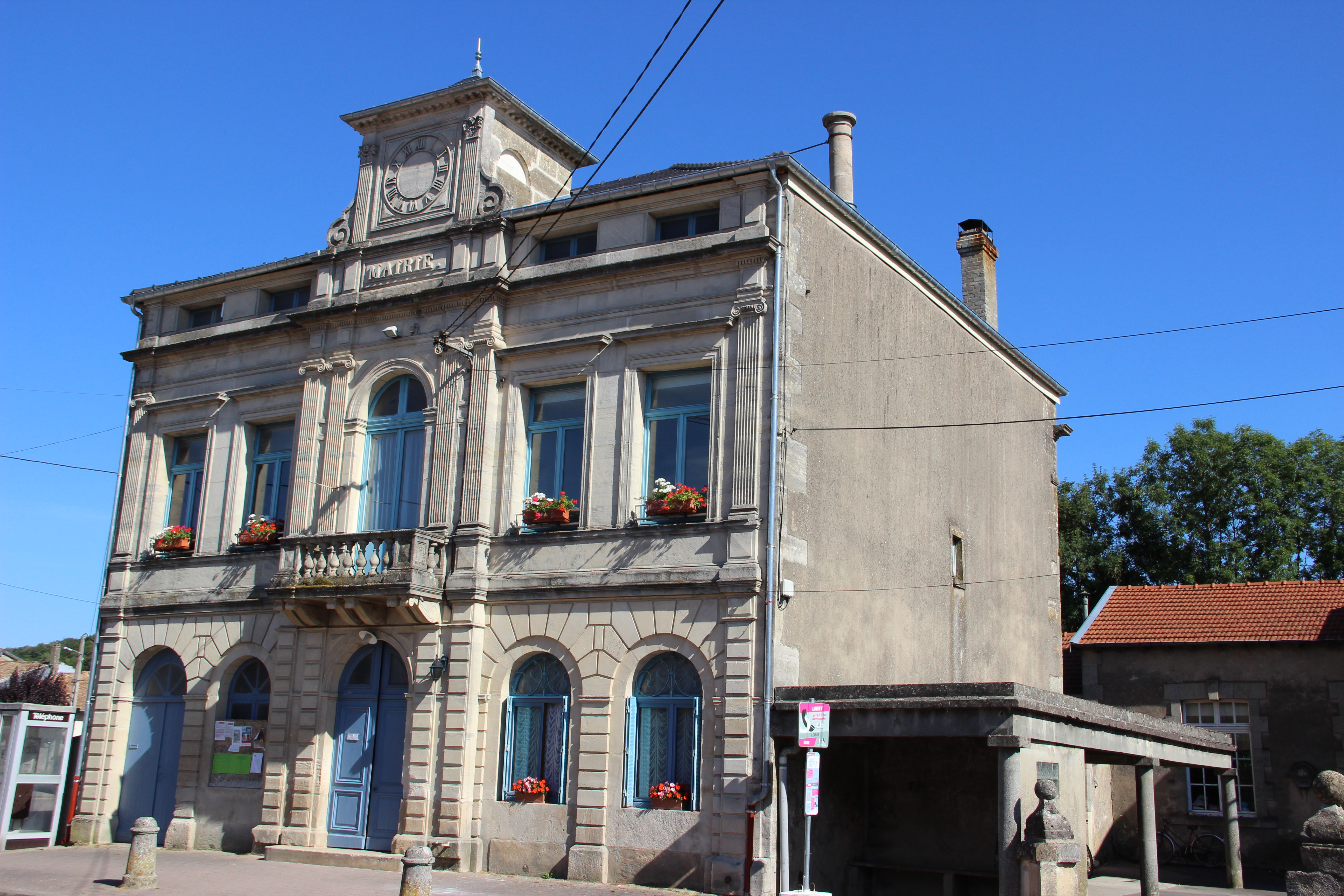
Rathaus (Mairie) von Loisey
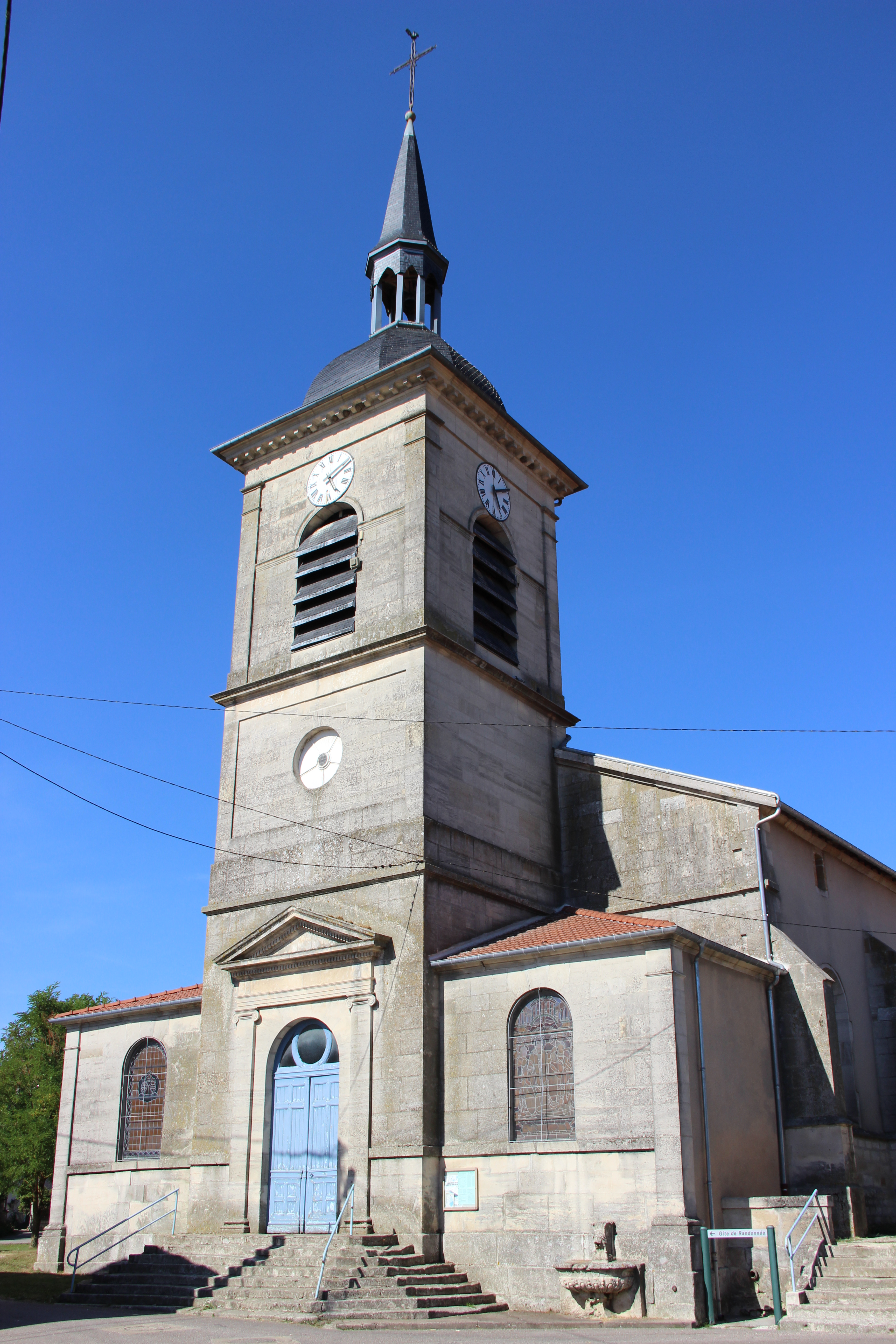
Kirche Saint-Remi
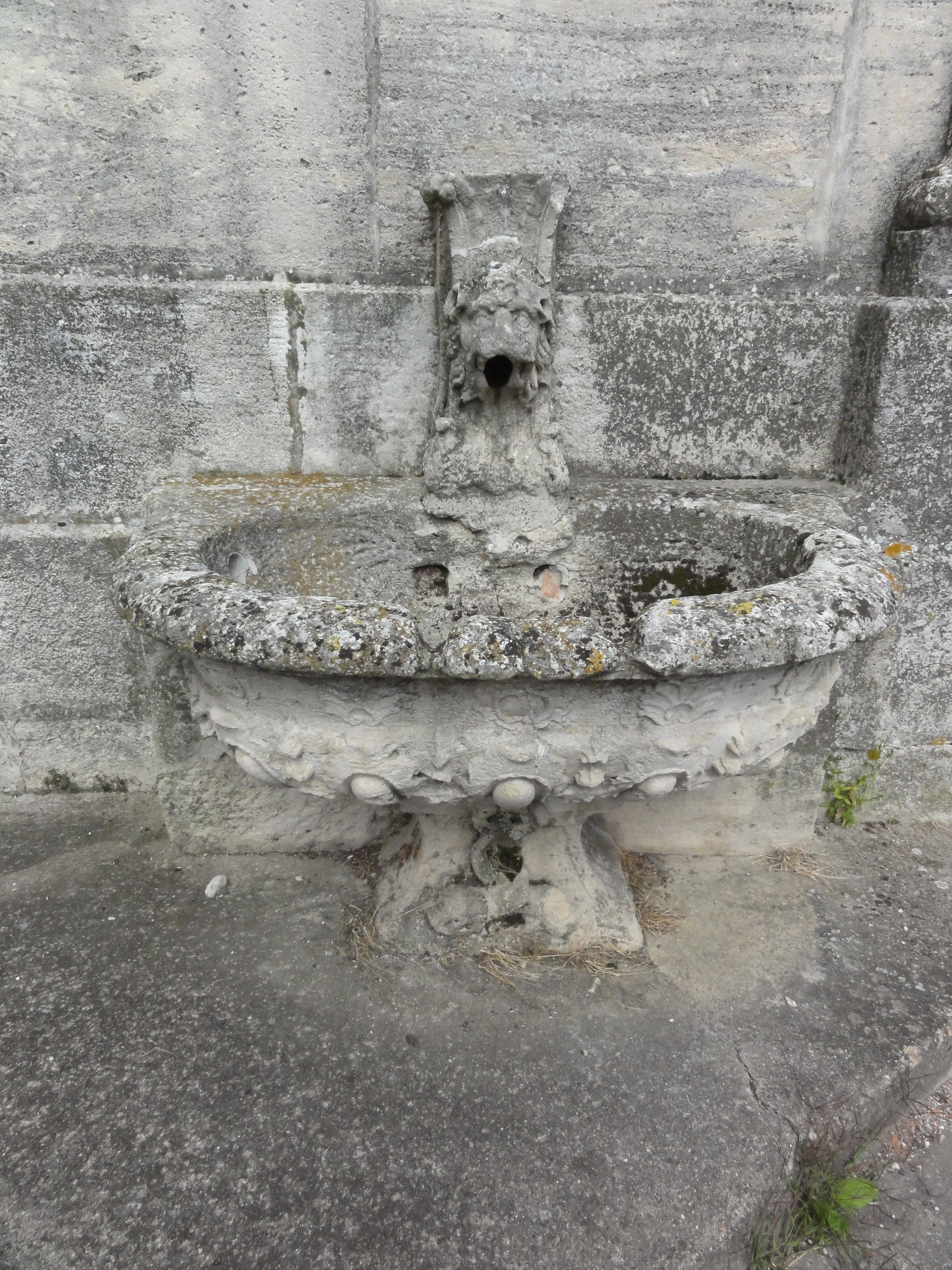
Brunnen mit Löwenskulptur
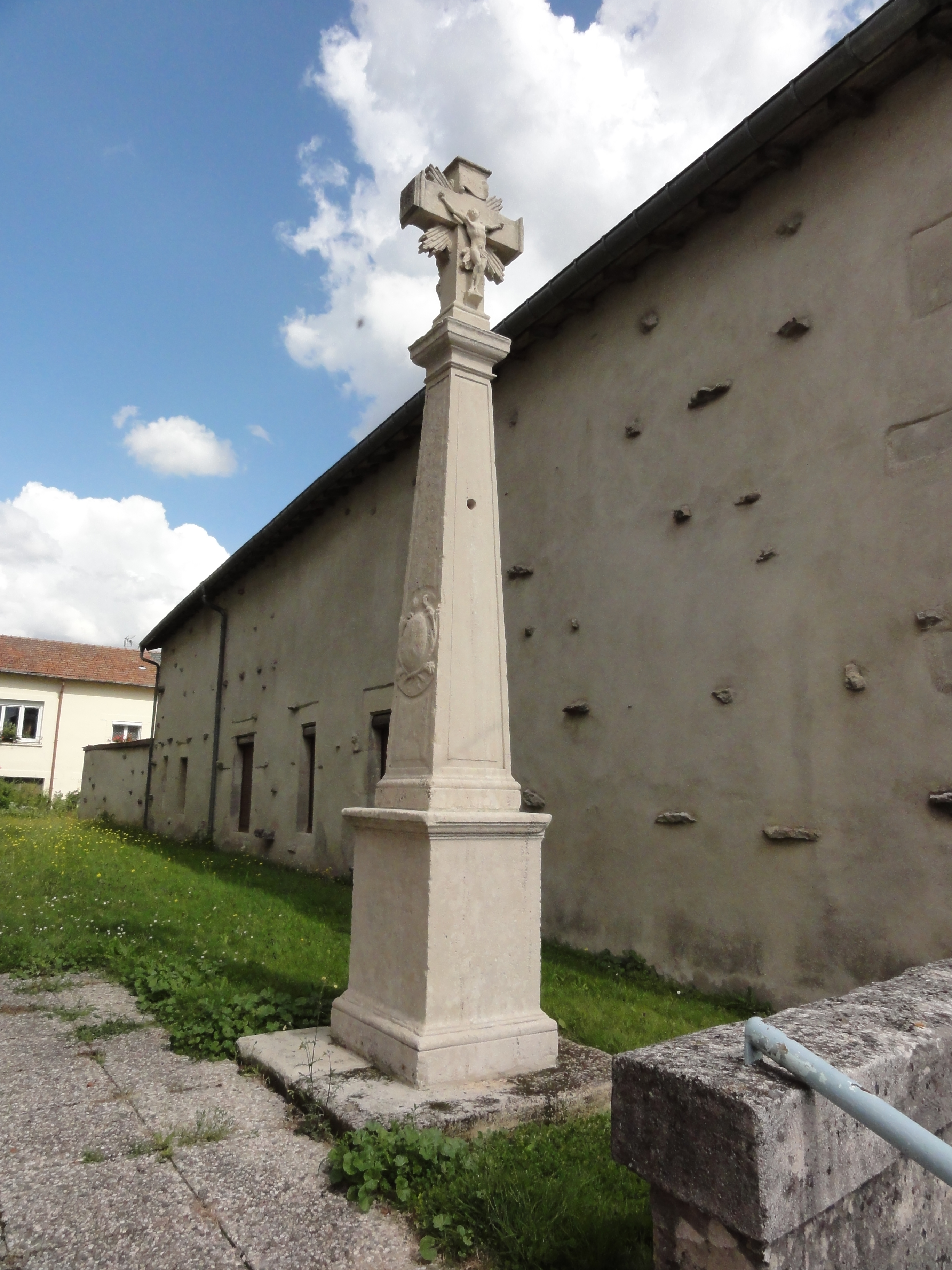
Wegkreuz nahe der Kirche
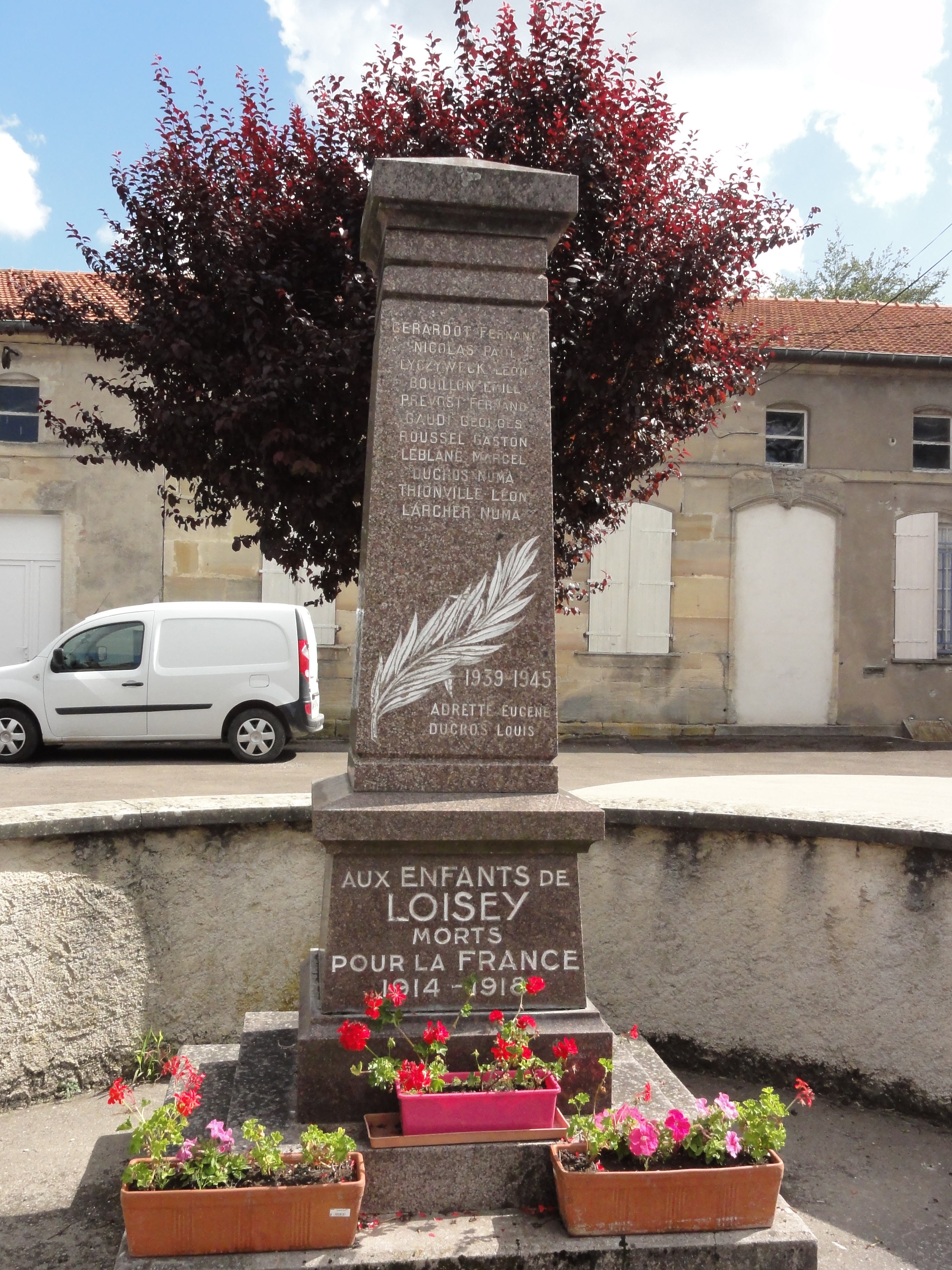
Denkmal für die Gefallenen
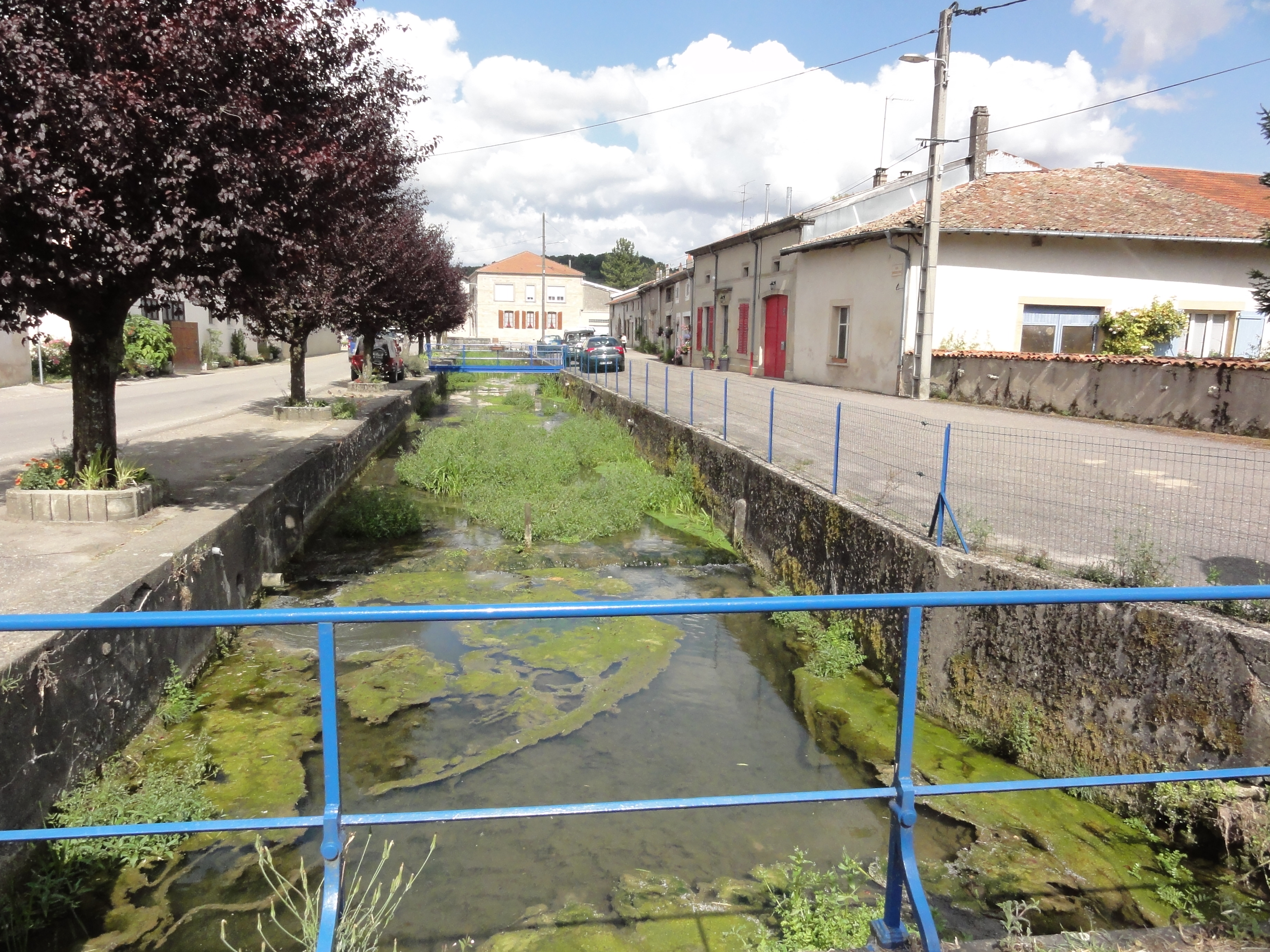
Dorf und Ruisseau de Culey

## Verkehr
Verkehrstechnisch befindet sich die Gemeinde wenige Kilometer nördlich der Route nationale 4 mit dem nächsten Anschluss in Ligny-en-Barrois. Für den regionalen Verkehr sind die D6 und die N135 wichtig.
Wenige Kilometer westlich und südlich der Gemeinde führt die Bahnstrecke von Nancy nach Bar-le-Duc vorbei, die vom TER Lorraine bedient wird. Nächstgelegene Haltestellen sind Bar-le-Duc und Nançois-Tronville.